# Vlastislav Valtr
Vlastislav Valtr (6. června 1938 Církvice[kde?] – 7. prosince 2015) byl český a československý disident a politik, za normalizace signatář Charty 77, po sametové revoluci poslanec České národní rady a Sněmovny národů Federálního shromáždění za Občanské fórum, později za Občanské hnutí.

## Biografie
Za normalizace působil jako disident, v únoru 1977 patřil mezi několik málo signatářů Charty 77 v Severomoravském kraji. Bydlel v Havířově. Státní bezpečnost v Ostravě ho proto od roku 1976 vedla v evidenci zájmových osob. V listopadu 1989 se v Havířově zapojil do průběhu sametové revoluce. Už 23. listopadu pořádal v tomto městě první demonstraci.
Po sametové revoluci se v rámci procesu kooptací do ČNR stal poslancem České národní rady. Ve volbách roku 1990 pak zasedl do české části Sněmovny národů Federálního shromáždění (volební obvod Severomoravský kraj) za Občanské fórum. Po rozkladu OF v roce 1991 přešel do poslaneckého klubu Občanského hnutí. Ve Federálním shromáždění setrval do voleb roku 1992.
Na podzim 1990 s ním vedl soudní spor disident a vydavatel časopisu Vokno František Stárek, kvůli výrokům, které Valtr pronesl na Stárkovu adresu. Šlo o tato Valtrova slova: „Nahlédl jsem o víkendu do časopisu VOKNO a VOKNOVINY, tolik oslavovaného undergroundu. Po přečtení jsem pochopil, proč asi má jeden člen redakční rady podle svého vlastního vyznání notorický alkoholik a vyznavač přírodních drog přezdívku MAGOR. A také jsem pochopil, proč asi má vydavatel přezdívku ČUŇAS. Tím vydavatelem je náměstek ředitele na ochranu ústavy a demokracie. To je asi světová rarita.“ Soud rozhodl, že Valtr se Stárkovi musí omluvit.
Byl ženat, měl syna Jana.[zdroj?]